# Padre Mugica (subte de Buenos Aires)
Padre Mugica será una futura estación perteneciente a la línea H de la red de subterráneos de la ciudad de Buenos Aires. Estará ubicada frente a uno de los accesos de la Villa 31, sobre la Avenida Ramón Castillo, cerca del cruce con la calle Talampaya (ex calle 12), el Paseo del Bajo y una bajada de la autopista Illia. Aún no está prevista la fecha de inicio de construcción de la misma. Se llamará Padre Mugica, en homenaje al sacerdote asesinado en 1974.
Esta estación surge en los planes en junio de 2013, cuando el Gobierno de la Ciudad Autónoma de Buenos Aires, aceptó modificar la traza final del recorrido, (tramo C3), quedando establecida por las estaciones: Facultad de Derecho, Padre Mugica y la Terminal de Ómnibus de Retiro. Esta estación fue sumada en los planes del nuevo recorrido por iniciativa del legislador Rafael Gentilli de Proyecto Sur y se estima que acercaría el subte a unos 25.000 a 35.000 habitantes de la villa miseria. Finalmente, el 11 de diciembre de 2014, la Legislatura Porteña sancionó la ley 5233 modificando el trazado de la línea H. Con respecto a la estación Padre Mugica se detalla su construcción en cercanías del Edificio Movimiento.